# Tenis stołowy
Tenis stołowy (w innej wersji gry znany jako ping-pong) – gra, w której uczestniczą dwie (gra pojedyncza – singel) lub cztery osoby (gra podwójna – debel, mikst), polegająca na odbijaniu piłeczki rakietką tak, by przeleciała nad siatką lub obok siatki na drugą połowę stołu. Piłeczka może uderzyć o stół tylko raz (na połowie przeciwnika), niedozwolone jest odbijanie piłeczki z powietrza, tak jak to ma miejsce w tenisie. Punkty przyznawane są m.in. za uderzenia, których przeciwnik nie odebrał. Tenis stołowy jest jedną z najpopularniejszych gier na świecie, biorąc pod uwagę liczbę zawodników uprawiających ten sport.
- 乒乓球 (Ping Pang Qiu) to oficjalna nazwa tenisa stołowego w Chinach, Hongkongu i na Tajwanie.
- 卓球 (Takkyu) to oficjalna nazwa tenisa stołowego w Japonii.

## Informacje ogólne
Współczesny tenis stołowy jest bardzo szybką grą, wymagającą od zawodników niezwykle energicznych ruchów i reakcji. Rozgrywka polega przede wszystkim na szybkości i rotacji nadawanej piłce, by sprawić przeciwnikowi jak najwięcej trudności przy jej odbiorze. Od 2001 roku, kiedy zasady tenisa stołowego miejscami dość istotnie się zmieniły, set rozgrywany jest do momentu, w którym któryś z zawodników zdobędzie 11 punktów (wcześniej 21). Zwykle gra się do 3 wygranych setów, lub 4 (na imprezach wyższej rangi, np. mistrzowskiej).

## Historia
Tenis stołowy narodził się w Anglii w latach 80. XIX wieku. Z biegiem czasu, kiedy gra stawała się coraz bardziej popularna (szczególnie wśród zamożniejszych Anglików) postanowiono sprzedawać sprzęt do gry (wcześniej służyły do tego przedmioty używane codziennie). Wkrótce pojawiły się też popularne nazwy powstałe od charakterystycznego dźwięku odbijanej piłeczki, takie jak ping pong czy whiff whaff. Ta pierwsza została nawet zastrzeżona w 1901 roku przez angielskiego producenta sprzętu J. Jaques & Son Ltd. Ping pong był używany jako nazwa w czasie gry drogim sprzętem Jaquesa, choć w tym samym czasie inni producenci używali nazwy „tenis stołowy”. Podobna sytuacja miała miejsce w Stanach Zjednoczonych, gdy Jaques sprzedał prawa do nazwy ping pong firmie Parker Brothers. Kolejną zmianę wprowadził James Gibb, angielski entuzjasta tenisa stołowego, który po wycieczce do USA w 1901 zaczął używać piłeczki z celuloidu. Ważna data dla tenisa stołowego to rok 1903, kiedy to E.C. Goode wprowadził okładziny przyklejane do deski. Na początku XX wieku gra bardzo szybko się rozwijała, nabywała kolejnych swoich zwolenników, a w 1902 odbyły się nawet nieoficjalne mistrzostwa świata. W 1921 został założony angielski Związek Tenisa Stołowego (ang. Table Tennis Association), a w 1926 powstała Międzynarodowa Federacja Tenisa Stołowego (ang. International Table Tennis Federation). W Londynie odbyły się pierwsze oficjalne mistrzostwa świata w roku 1926. Kolejną przełomową datą dla tej dyscypliny sportu był rok 1988, kiedy to tenis stołowy po raz pierwszy pojawił się w programie igrzysk olimpijskich w Seulu.
Od pewnego czasu ITTF starała się tak zmienić reguły gry, by te były bardziej przejrzyste i zrozumiałe dla przeciętnego kibica czy telewidza. Po pierwsze piłki o średnicy 38 milimetrów zostały zastąpione piłkami 40-milimetrowymi. Ten zabieg nieco spowolnił grę, choć przez bardzo szybki dzisiejszy sprzęt i kleje tenis stołowy nadal jest trudny do oglądania w telewizji. Po drugie zmniejszono liczbę punktów potrzebnych do wygrania seta (obecnie – 11, poprzednio – 21). Trzecią bardzo istotną zmianą było zaostrzenie przepisów odnośnie do serwowania (wcześniej serwujący mogli łatwo zasłaniać piłkę), przez co zmniejszono przewagę zawodnika serwującego.

## Sprzęt

### Rakietka

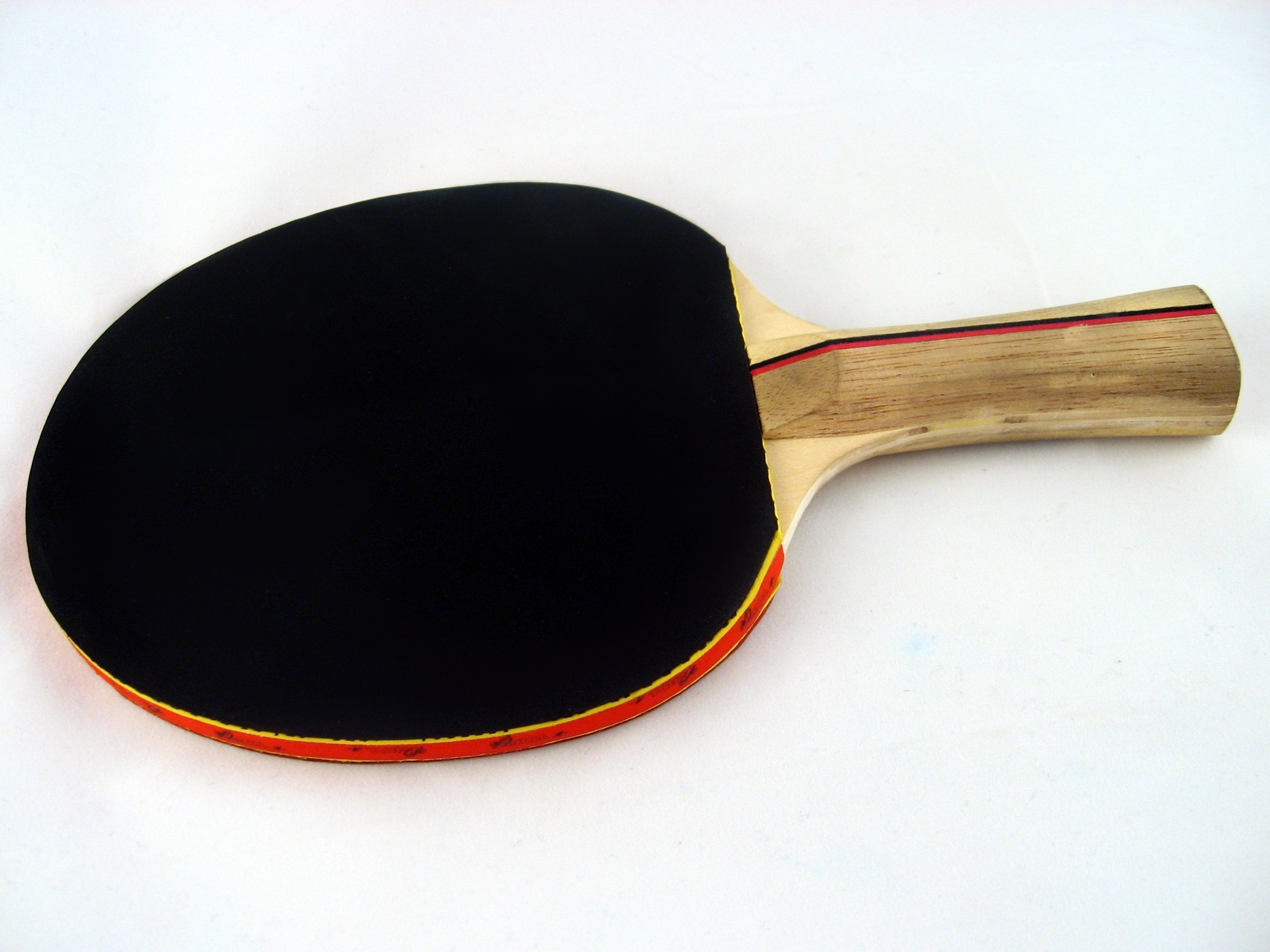
Rakietka do tenisa stołowego

Rakietka składa się z deski i dwóch specjalnych, gumowych (kauczukowych) okładzin. W rozgrywkach międzynarodowych dopuszczalne jest 6 kolorów okładzin. Z jednej strony rakietka musi mieć czarną okładzinę, z drugiej może być to kolor czerwony, różowy, zielony, niebieski lub fioletowy.

#### Deska
Deska składa się z zazwyczaj 5, czasem 3 lub 7 sklejek (bardzo rzadko z 1) i musi być zrobiona z co najmniej 85% z drewna. Pozostałe sklejki mogą być zrobione np. z karbonu, włókna szklanego czy kevlaru. Zobacz: Deska.

#### Okładziny
Zobacz: Okładzina.
Okładziny dzielimy na ofensywne, defensywne i allround (wszechstronne). Okładzina defensywna będzie miała lepszą kontrolę niż rotacje i przyspieszenie, natomiast okładzina ofensywna będzie miała lepsze przyspieszenie i rotację a gorszą kontrolę.

### Stół
Powierzchnia stołu służącego do gry wynosi 9 × 5 stóp (2,74 × 1,525 metra). Jego wysokość wynosi 0,76 m. Stół musi być prostokątny, pomalowany na zielono, niebiesko lub czarno. Białe pasy na krawędziach powinny mieć szerokość 20 mm, a pasek przedzielający pola stołu powinien mieć szerokość 3 mm.

### Siatka, piłeczka
Siatka ma sześć cali (15,24 centymetra), a jej wysokość na środku stołu powinna wynosić 15,25 cm. Jej napięcie powinno być takie, żeby przy obciążeniu jej na środku ciężarem 100 g opuściła się o 10 mm.
Piłeczka o masie 2,7 g jest wykonana z celuloidu lub z plastiku (ze względów ekologicznych wprowadzone w sezonie 2014/2015 – obowiązują w turniejach wojewódzkich, zależnie od związku i bezwzględnie okręgowych oraz rozgrywkach ligowych od 1 wzwyż – w niższych można jeszcze grać celuloidowymi), ma średnicę 40 mm i powinna być koloru białego bądź pomarańczowego (dopuszcza się dwukolorowe do nauki czytania rotacji). Upuszczona z wysokości 30 cm powinna się odbić od stołu na przynajmniej 23 cm.
Wymiary rakietki nie są określone w przepisach gry, ale okładzina po przyklejeniu nie może być mniejsza niż blat deski. Okładzina musi być zatwierdzona przez ITTF (Międzynarodową Federację Tenisa Stołowego) i nie może nosić śladów modyfikacji. Deska może być dowolna.
Przepisy bezwzględnie zabraniają klejenia rakietki spoiwami lotnie szkodliwymi.

## Rozgrywka
Aby wygrać set, należy zdobyć 11 punktów (zmiana serwującego co 2 serwy). Przypadek 10:10 opisany jest niżej.

### Rozpoczęcie gry
Rozpoczęciem akcji w tenisie stołowym jest podanie (serwis) jednego z zawodników. Na najwyższym poziomie o tym, kto rozpocznie grę decyduje rzut monetą. Każdy z graczy serwuje po dwa razy na przemian, a gdy stan gry wyniesie 10:10 od tego momentu po razie, aż do uzyskania przez jednego z zawodników 2-punktowej przewagi (koniec seta).
Od kilku lat zawody rozgrywa się wyłącznie do 11, ale już nie do dwóch lub trzech wygranych setów, a do trzech lub czterech (best of five, best of seven).
W przypadku, gdy czas netto (kiedy piłeczka jest w polu gry) rozgrywania seta przekroczy 10 minut, a suma punktów zdobytych w secie przez zawodników jest mniejsza niż 18, przerywa się trwającą akcję i wprowadza się przyspieszony system gry:
- pierwszy serwuje zawodnik, który serwował w przerwanej akcji
- serwuje się na zmianę, po jednym serwisie
- punkt zdobywa broniący (osoba, która nie serwowała), po 13 poprawnym odbiciu, lub w przypadkach opisanych w sekcji Przyznawanie punktu

Przyspieszony system gry może być również wprowadzony wcześniej, na prośbę obu zawodników. W przypadku wprowadzenia przyspieszonego systemu gry obowiązuje on również w każdym kolejnym secie.

### Serwis
Aby poprawnie zaserwować, należy podrzucić otwartą dłonią piłeczkę, pionowo do góry, na wysokość przynajmniej 16 cm, nie wolno uderzyć piłki pod powierzchnią stołu, musnąć siatki, a także nie wolno jej zasłaniać żadną częścią ciała ani ubioru, nie można także podrzuconej piłeczki złapać, oraz minąć osią rakietki toru lotu piłki („machnąć się”).

### Przyznawanie punktu
Punkty są przyznawane za błędy w grze:
- za pozwolenie, by piłka odbiła się dwa razy na jednej połowie
- nieodbicie piłki, która raz odbiła się na jednej połowie
- gdy piłka po odbiciu rakietką odbije się jeszcze raz od naszej połowy
- podwójne odbicie piłki, jeśli jest celowe
- odbicie piłki jakąś częścią ciała (nie dotyczy dłoni, która trzyma rakietkę)
- odbicie piłki w ten sposób, by ta nie dotknęła połowy stołu przeciwnika
- odbicie piłki bez uprzedniego odbicia się jej na naszej połowie (czyli odbicie piłki „z powietrza”, co jest dozwolone w tenisie ziemnym)
- błędy podczas serwisu (opis poprawnego serwisu w akapicie Serwis)
- dotknięcie, lub poruszenie blatu stołu (nie dotyczy ręki grającej)
- Odbicie piłki w taki sposób, by ta wróciła na pole odbijającego

### Style trzymania rakietki
Istnieją różne sposoby trzymania rakietki podczas gry. Różne style mogą być zakwalifikowane do dwóch głównych grup:
- Shakehand (styl klasyczny) – sposób trzymania rakietki w ten sposób podobny jest do podania ręki, z tą różnicą, że wszystkie palce oprócz palca wskazującego powinny zamknąć uchwyt, a palec wskazujący winien zostać wyprostowany na stronie backhandowej. Styl dominuje praktycznie w całym obecnym tenisie stołowym.

- Penhold (styl piórkowy) – w tym stylu rakietkę trzyma się między kciukiem i palcem wskazującym, z pozostałymi palcami z tyłu. Jest on stosunkowo popularny w Japonii, Chinach i Korei. Istnieją dwie największe odmiany, japońska (koreańska) z palcami prostymi po wewnętrznej stronie i chińska z palcami zgiętymi.

### Style gry
Styl atakujący – zawodnicy prezentujący ten styl gry starają się grać przede wszystkim silnym, rotacyjnym top spinem forehandowym. Zwykle prezentują też znakomitą pracę nóg, tak by grać przede wszystkim forehandem jak najmniej wykorzystując backhand. Grają też bardzo ofensywnie i efektownie.
Styl wszechstronny (allroundowy) z nastawieniem na atak – gracze prezentujący ten styl starają wykorzystać się niemal wszystkie zagrania istniejące w tenisie stołowym, tak aby zmylić przeciwnika. Często też prezentują znakomite umiejętności gry top spinem zarówno forehandem jak i backhandem.
Styl defensywny – jest to stary, wręcz staromodny styl gry, coraz mniej popularny. Polega na grze okładzinami z czopami na zewnątrz, tak aby ułatwić sobie odbiór mocnych i rotacyjnych zagrań. Jednocześnie możliwości ataku tego typu okładziną są znacznie ograniczone. W ostatnich latach pojawiła się odmiana stylu defensywnego zwana nowoczesną defensywą. Polega na grze okładziną defensywną po jednej stronie i okładziną ofensywną po drugiej stronie.

## Terminy
- in – piłka uderzyła na stronę stołu przeciwnika, przeciwnik niewłaściwie odbił piłkę,
- out – ostatni gracz uderzył piłkę i wyleciała poza stołem, punkt liczy się dla drugiego gracza,
- net – ostatni gracz uderzył piłkę w siatkę. Net oznacza również sytuację, gdy w czasie podania (serwisu) piłka dotyka siatki, po czym dotyka połowy przeciwnika,
- let – punkty nie są przyznawane żadnemu graczowi,
- deuce – gdy obaj gracze mają po równo po 10 punktów, to gracz musi wygrać jeszcze 2 kolejne punkty,
- love all – gra jest rozpoczęta. Gracze mają po 0 punktów,
- game set – gdy set jest skończony,
- match set – gdy gra jest zakończona.

## Tenis stołowy a ping-pong
W odróżnieniu od tenisa stołowego, ping-pong nie jest sportem olimpijskim. Do gry w ping-ponga używa się podobnych rakietek jak w tenisie stołowym, są jednak obłożone drobnym papierem ściernym. Podobne są też stół i siatka, piłeczki mają kolor pomarańczowy. Inna jest także punktacja – gra się do 2 lub 3 setów, w każdym do 15 punktów. W ping-pongu istnieje tzw. double point ball – raz w meczu można zmienić kolor piłki na biały.